# Пізнє царство (Стародавній Єгипет)
Пізній період в історії Стародавнього Єгипту охоплює правління фараонів XXVI–XXX династій (664–332 до н. е.). Це період боротьби за відновлення незалежності Єгипту, важких воєн та іноземних вторгнень, що закінчився завоюванням країни  Перською імперією і потім Олександром Македонським.

## Хронологія до перського завоювання
| Дата                 | Подія |
| -------------------- | --- |
| 664 до н. е.         | Кушитських правителів змінює Саїсський фараон Псамметіх I, син Нехо. Початок об'єднання Єгипту під владою XXVI Династії і з Саїса. |
| 664—525 до н. е.     | Правління XXVI (саїсської) династії в Єгипті. «Саїсський ренессанс» — останній самостійний підйом єгипетської цивілізації. |
| 664—610 до н. е.     | Правління в Єгипті фараона Псамметіха I, що відновив колишню велич держави шляхом придушення влади нубійців, ассирійців і частини жречества за допомогою іонійських і карійських найманців. |
| 664—655 до н. е.     | Процес об'єднання Єгипту Псамметіхом I. |
| 664—663 до н. е.     | Тимчасове завоювання Фів Тануатамоном. Ашшурбанапал I виганяє Тануатамона з Фів. Ассирійці грабують місто. Ефіопи змушені остаточно відступити на південь. |
| Бл. 663 до н. е.     | Через захоплений ассирійцями Єгипет в інші регіони Африки потрапляє техніка обробки заліза. |
| 661 до н. е.         | Остаточне вигнання залишків ефіопської армії з Єгипту ассирійцями. |
| 610—605 до н. е.     | Правління в Єгипті Нехо II - останнього досить процвітаючого єгипетського фараона, що здійснив спробу поєднати Ніл з Червоним морем «каналом Нехо» (за свідченням Геродота, при його спорудженні загинуло до 120 000 чол.). |
| 609 до н. е.         | На недовгий час до піднесення Навуходоносора II фараон Нехо захоплює Східне Середземномор'я, зване вавилонянами Заріччя. |
| Червень 609 до н. е. | Бій при Мегіддо: Нехо II розбиває юдеїв, які вплуталися в конфлікт. У битві гине юдейський цар Іосія. |
| Жовтень 607 до н. е. | Проти єгипетського гарнізону в Заріччі виступив вавилонський цар Набопаласар. |
| Травень 605 до н. е. | Вавилоняни, скіфи і мідяни наголову розбивають єгипетсько-ассирійську армію під Каркемишем в Сирії. Єгиптяни, втрачають 10000 Людей. |
| Грудень 604 до н. е. | Скіфи захоплюють Аскалон на самому кордоні Єгипту. |
| 601 до н. е.         | Навуходоносор II намагається напасти на Єгипет. |
| 600—597 до н. е.     | Фараон Нехо II відправляє фінікійську флотилію в експедицію навколо узбережжя Африки. Фінікійці успішно огинають всю Африку. |
| Бл. 600 до н. е.     | В Напаті коронується новий цар кушитів Аспарут. |
| 591 до н. е.         | Створення антівавилонської коаліції у складі Єгипту, Лідії і держав Східного Середземномор'я. |
| Бл. 590 до н. е.     | Царі Нубії переносять свою столицю південніше Напати, в Мерое (Напата залишається коронаційним центром), і створюють свою культуру, багато в чому залежну від єгипетської. Населення Мерое веде торгівлю з Єгиптом, Аравією, Грецією і Індією. Особливо відчувається вплив Єгипту в мероїтських будівлях - храмах, палацах і невеликих пірамідах.                   |
| Осінь 589 до н. е.   | Похід Псамметіха II проти ефіопів. Грецькі найманці доходять до Абу-Сімбела, де залишають свої написи. |
| 589—570 до н. е.     | Правління фараона Апрія, що спирався на грецьких (карійських і іонійських) найманців, які розселилися в Дельті Нілу, де засновані грецькі торгові факторії в Навкратісі, Пелусії і Дафні. |
| 582 до н. е.         | Мир між Вавилоном і Саїсським Єгиптом. |
| Бл. 575 до н. е.     | В Мерое до влади приходить нова династія, представлена Гарсііотефом і Настесеном. |
| 570—566 до н. е.     | Громадянська війна в Єгипті: повсталий народ скидає, а потім страчує, Апрія, який зазнав поразки в Киренаїці, за його занадто проеллінські погляди. Навуходоносор II вторгається в Єгипет і доходить до Фів, але потім, розуміючи, що Апрій не зможе втриматися на троні, повертається в Вавилон. Керівник повстання, воєначальник Амасіс II, коронується фараоном. |
| 570—526 до н. е.     | Правління фараона Амасіса II (Яхмоса II) в Єгипті. На початку свого правління він скасовує пільги грецьким купцям, але згодом намагається підтримувати дружні відносини з полісами материкової і острівної Греції, а також Киренаїки. Невдалі оборонні союзи з царем Лідії Крезом і Полікратом Самосським проти персів.                                             |
| 526—525 до н. е.     | Правління фараона Псамметіха III. Завоювання Єгипту персами. |
| 525—332 до н. е.     | Перське правління |